# مارلنه ساندووال
مارلنه ساندووال (اسپانیایی: Marlene Sandoval‎؛ زادهٔ ۱۸ ژانویهٔ ۱۹۸۴) بازیکن فوتبال اهل مکزیک بود.
وی همچنین در تیم ملی فوتبال زنان مکزیک بازی کرده‌است.